# 몰래츠
《몰래츠》(영어: Mallrats)는 1995년 개봉한 미국의 버디 코미디 영화이다. 《점원들》(1994)을 잇는 뷰 어스큐니버스 두 번째 작품이다. 케빈 스미스가 각본과 연출을 맡고, 섀넌 도허티, 제러미 런던, 제이슨 리, 클레어 폴라니, 마이클 루커 등이 출연하였다.
개봉 당시에는 흥행에 실패했으며, 평단으로부터도 미지근한 반응을 받았으나 오늘날 컬트 영화 고전으로 여겨지고 있다.
2005년 개봉 10주년을 맞아 발매된 DVD에서 30여분이 추가된 확장판이 공개되었다.

## 줄거리
각각 여자친구에게 차인 대학생 T.S.와 브로디는 상심을 달래려고 함께 쇼핑몰을 찾았다가 T.S.의 전 여자친구 브랜디가 이 쇼핑몰에서 결별의 발단이 되었던 연애 게임 쇼를 찍고 있다는 사실을 알게 된다. 한편 브로디의 전 여자친구 러네이는 여자 버릇이 나쁜 옷 가게 매니저 섀넌과 만나기 시작한다. T.S.와 브로디는 브랜디의 아버지 재러드에게 쫓기는 가운데 퀴즈 쇼에 침투하기 위해 머리를 굴린다.

## 출연
- 섀넌 도허티 - 러네이 모저 역
- 제러미 런던 - T.S. 퀸트 역
- 제이슨 리 - 브로디 브루스 역 역
- 클레어 폴라니 - 브랜디 스베닝 역
- 벤 애플렉 - 섀넌 해밀턴 역
- 조이 로런 애덤스 - 궨 터너 역
- 러네이 험프리 - 트리샤 존스 역
- 제이슨 뮤스 - 제이 역
- 케빈 스미스 - 사일런트 밥 역
- 이선 수플리 - 윌럼 역
- 스탠 리 - 본인 역
- 엘리자베스 애슐리 - 돌턴 주지사 역 (확장판)
- 프리실라 반스 - 이배나 양 역
- 마이클 루커 - 재러드 스베닝 역
- 스벤올레 토르센 - 러포스 역
- 브라이언 오핼러런 - 스티브데이브 풀라스티 역

## 우리말 녹음
KBS 성우진
- 김일 - 브로디(제이슨 리)
- 정훈석 - 티에스(제러미 런던)
- 이선 - 러네이(섀넌 도허티)
- 은영선 - 브렌디(클레어 폴라니)
- 구민선 - 궨(조이 로런 애덤스)
- 양석정 - 섀넌(벤 애플렉)
- 오인성 - 제이(제이슨 뮤스)
- 서문석 - 윌럼(이선 수플리)
- 탁원제 - 스탠 리(스탠 리)
- 이용순 - 트리샤(러네이 험프리)
- 문영래 - 밥(아트 제임스)
- 유명숙
- 류다무현